# Patrizia Poli
Patrizia Poli est comédienne, pianiste, auteur-compositeur et chanteuse corse. Elle a notamment cofondé avec Patrizia Gattaceca le groupe « Les Nouvelles Polyphonies Corses ».

## Biographie

### Jeunesse
Son arrière-grand-père musicien l’initie à la musique et lui donne ses premières leçons de solfège puis, à l’âge de 10 ans elle apprend le piano classique auprès de son professeur Michel Costa.
Très attachée à la langue corse, elle choisit au lycée de suivre cet enseignement facultatif dispensé par le linguiste Jacques Thiers (qui, en 1975, aida à faire entrer à l’école la langue Corse). C’est dans cette classe qu’elle fait la connaissance de Patrizia Gattaceca et naît alors une très forte amitié. C’est à ses côtés qu’elle montera pour la première fois sur scène, après avoir mis en musique un poème.
C’est le père de Patrizia Poli, Bruno, qui leur offre une guitare à chacune. Les filles commencent leurs tournées des villages, en stop parfois, sans l’accord de leurs parents, avec leur propre répertoire, des chansons dont elles sont auteurs et compositrices. Elles chantent bien sûr des polyphonies mais « hors scène », après les concerts. Patrizia, comme de nombreux jeunes de sa génération, a toujours entendu ces chants polyphoniques.
Jusqu’à lors, ces chants étaient socialement réservés aux hommes. Les deux Patrizia décident de composer et de créer leurs propres polyphonies. Patrizia Poli explique que ce n’était pas un calcul pour elles, ni une revendication, elles chantaient ce qu’elles connaissaient, ce qui a doucement fait changer les mentalités. Ferventes défenseures de la langue et de la culture Corse, elles ont dans l’idée de faire vivre la Polyphonie autrement que comme une pièce de « musée poussiéreuse ». Elles souhaitaient chanter un chant qu’elles ressentaient elles, en tant que jeunes à la fin des années 1970, en plein Riacquistu (réappropriation en corse). Patrizia Poli exprime que chanter ainsi lui permet de faire vivre les traditions corses, sa langue et sa culture : « On ne dit pas chanter une polyphonie, on dit faire une polyphonie car c’est un acte de vie. »
En 1976, « E Duie Patrizie » (les deux Patrizia) enregistrent un premier quarante-cinq tours, près de Bastia, à Biguglia, au studio de Jean Costa. À cette époque, les tensions sont telles que des artistes subissent des interdictions de concert. Le simple fait de chanter corse est considéré comme subversif en cette période mouvementée que connaît la Corse. Patrizia Poli raconte avoir déjà été accueillie par des gaz lacrymogènes de CRS.
Elles partent étudier à la fac de Nice, la musique et l’Italien, puis reviennent sur leur île. Patrizia Poli a, dès cette époque, plusieurs expériences musicales et théâtrales.
En 1983, Patrizia Poli rencontre Dumenicu Tognotti (fondateur de la troupe théâtrale Teatru Paisanu) qui est à la recherche d’une voix féminine corse pour participer à une semaine de rencontre, au théâtre Kallisté d’Ajaccio, sur le thème « Voix de femmes de la Méditerranée ». Parmi ces voix, se trouvaient également présentes Maria Del Mar Bonnet et Angélique Ionatos.

### Carrière
En 1989 elle crée, toujours avec Patrizia Gattaceca, le groupe Les Nouvelles Polyphonies Corses. Le nom leur est tout simplement donné par le public. Dès 1991, elles signent avec Philips/Phonogram (aujourd’hui Mercury/Universal Music) leur premier album éponyme, arrangé et réalisé par Hector Zazou. On retrouve Manu Dibango au saxophone, Ivo Papasov à la clarinette, Richard Horowitz au ney, Jon Hassell à la trompette, Shaymal Maltra au tabla, djembé et ghatam, John Cale et Ryuchi Sakamoto au piano. Les voix sont enregistrées en une semaine dans une église près de Bonifacio. Les Polyphonies Corses ont toujours été chantées a capella et sur cet album des instruments ont été introduits. Si cette initiative a pu choquer certains puristes, elle est présentée comme un atout renforçant le lien entre le passé et le présent. C’est un succès.
En 1992, le groupe remporte une victoire de la musique et le titre « Giramondu » est choisi par Philippe Découflé pour être chanté en direct lors de la soirée d’ouverture des Jeux Olympiques d’Albertville. Pour la première fois, un groupe corse chante devant des millions de téléspectateurs en Mondovision.
Au début des années 1990, Goran Bregović se rend en Corse afin de faire des recherches pour la bande originale du film « La Reine Margot » (interprétée notamment par Ofra Haza). Patrizia Poli et lui échangent beaucoup sur le sujet et elle lui recommande des chants sacrés Corses pour inspiration, notamment pour le morceau « La Nuit de la Saint Barthélémy » (interprété dans la bande originale par Zdravko Čolić).
En 1994, Une fois la bande originale sortie, Patrizia Gattaceca la fait écouter à son père qui a plus de 80 ans à l’époque. Ce dernier reconnaît alors des chants sacrés qu’il n’avait plus entendus depuis son enfance et qui ne sont répertoriés nulle part. Les deux Patrizia recueillent au fur et à mesure de la mémoire de cet homme deux messes qui inspireront le 2e album des Nouvelles Polyphonies Corses In Paradisu. L’album parait en 1996, Patti Smith notamment y récite un poème dont elle est l’auteur « Dies Irae ». Les arrangements sont signés John Cale (cofondateur du Velvet Underground). Enregistré en l’église Saint-Charles de Bastia. Cet album est aussi un succès et le groupe tourne dans le monde entier jusqu’à la fin de 1998.
En 1998, le duo des Patrizia est rejoint par Lydia Poli, sœur de Patrizia pour former le trio féminin Soledonna.
L’album Isulanima du trio Soledonna, sorti en 2001, est enregistré en Géorgie dans des conditions particulières. Les artistes (le trio corse ainsi que Ramón Sánchez et des musiciens et arrangeurs géorgiens) n’ont à leur disposition que quatre heures d’électricité par jour. Cela signifie peu (ou pas) de chauffage alors que le temps est glacial, et un album enregistré en très peu de prises.
Dès le début des années 2000, Patrizia Poli multiplie les moyens d’exprimer sa créativité. Elle joue dans des films, prend part à des documentaires (notamment « D’une Voix à l’Autre » dont le sujet est sa rencontre avec Angélique Kidjo), elle présente une l’émission de radio satirique « I Scrianzati », on la retrouve aussi sur scène dans des performances mêlant la musique avec la poésie, des chansons en Corse, en Français, en Espagnol, en Italien et en Portugais.
En 2007, Patrizia Poli soutiendra Patrizia Gattaceca lorsque celle-ci sera inculpée et transférée à Paris dans un avion militaire, accusée d’avoir hébergée Yvan Colonna durant sa cavale en 2002.
Caminendu est un spectacle créé en 2015 et mis en scène par Bernard Lavilliers. Patrizia et lui, amis de longue date, ont une admiration réciproque l’un pour l’autre. À cette occasion, Patrizia compose des chansons en corse pendant qu’il lui écrit des chansons inédites, il lui en offre d’autres de son répertoire et sollicite Teofilo Chantre (un des auteurs-compositeurs de Cesaria Evoria) pour écrire des titres que Patrizia a adapté en corse, tout en conservant des passages en cap verdien. Entourée de cinq musiciens, Patrizia propose dans le spectacle Caminendu un parcours poétique, passant d’une langue à l’autre,.
En janvier 2018, Patrizia Poli inaugure à Bastia un spectacle musical Versuniversu composé de titres élaborés avec le musicien et compositeur Pascal Arroyo. Ce spectacle est un hymne à l’universalité et à la communion. Toujours engagée, elle chante des thèmes d’actualité qui lui tiennent à cœur : la paix, la Corse actuelle, l’état de la planète ou encore la prison. C'est en novembre 2019 que Patrizia sort un album solo du même nom. Elle collabore toujours avec Pascal Arroyo mais aussi Georges Baux (programmations et percussions), Frank Bessard (batterie et percussions), Bruno Bongarçon (guitares), Dominique Fillion (piano et claviers), Hubert Plessis (bandonéon) et Robert Le Gall (arrangements de « Un abbraciu appassiunatu »).
L'album reçoit le grand prix internatinal de l'Académie Charles Cros dans la catégorie « Musique du Monde »,.

## Prix et Récompenses
- 1992 : Victoire de la Musique du Meilleur Album de l’Année dans la catégorie « Musiques Traditionnelles » pour Les Nouvelles Polyphonies Corses
- 1998 : Grand Prix de la musique traditionnelle (SACEM) pour le Trio Soledonna
- 2019 : Grand Prix International du disque de l'Académie Charles Cros, catégorie Musique du Monde, pour l'album Versuniversu.

## Discographie

### E Duie Patrizie
- 1977 : Giuventiù corsa (45t)
- 1978 : Scuprendu l’Alba Corsa

### Albums solo
- 1989 : Stanotte (Maxi 45t)
- 1992 : Zarra (Philips)
- 2019 : Versuniversu

### Les Nouvelles Polyphonies Corses / Trio Soledonna
- 1991 : Les Nouvelles Polyphonies Corses (Philips/Phonogram)
- 1996 : In Paradisu (Mercury)
- 1998 : Marine (Philips)
- 2000 : Le meilleur des Nouvelles Polyphonies Corses (Universal)
- 2001 : Isulanima (Universal / Philips)

## Sur scène

### Concerts et spectacles
- 1989 : Première partie de Johnny Clegg (stade de Furiani)
- 1990 : L’Elysée-Montmartre
- 1991 : Francofolies de la Rochelle (première partie de Bernie Bonvoisin)
- 2004 : Tournée avec Roberta Castoldi, mise en scène par Dominique Degli Esposti
- 2007: Seuls ensemble (avec Nilda Fernandez)
- 2012: Latinidad
- 2015: Caminendu (chemin faisant), sur une idée de Bernard Lavilliers
- 2018: Versuniversu, avec Pascal Arroyo

### Théâtre
- 1983: Sogni di Sole (Teatru Paisanu)
- 2010: La Voix Humaine (texte de Jean Cocteau, mise en scène de Lionel Damei)
- 2018: Bella Ciao (texte et mise en scène d’Orlando Forioso)

## Filmographie

### Cinéma
- 1989: Loin de Beyrouth de Marie Jeanne Tomasi
- 1991: La Voie Royale de Dominique Maestrati
- 2004: L’enquête corse d’Alain Berbérian (L’avocate de la défense)

### Documentaire
- 1993: Trait d’Union de Michelle Don Ignazi
- 1993: D’une voix à l’autre d’Irédé Bada
- 1998: Fête de la liberté : Du côté de chez Bedos d’Anna Marcassus

### Courts métrage
- 1989: Entre Ciel et Mer de  Gabriel Le Bomin
- 1989: Bona Sera de Henri Graziani
- 2000: Le Puits de Gabriel Le Bomin (La femme de Luigi)
- 2008: L’occupant de Gabriel Le Bomin (la mère)